# Elaphria ditrigona
Elaphria ditrigona là một loài bướm đêm trong họ Noctuidae.